# Hadena mohosa
Hadena mohosa là một loài bướm đêm trong họ Noctuidae.